# Валя-Синмертінулуй
Валя-Синмертінулуй (рум. Valea Sânmărtinului) — село у повіті Муреш в Румунії. Входить до складу комуни Ричу.
Село розташоване на відстані 290 км на північний захід від Бухареста, 27 км на північний захід від Тиргу-Муреша, 56 км на схід від Клуж-Напоки.

## Населення
За даними перепису населення 2002 року у селі проживала 171 особа, з них 170 осіб (99,4%) румунів. Усі жителі села рідною мовою назвали румунську.